# Vent frais. La Volga
Vent frais. La Volga (en russe : Свежий ветер. Волга) est un tableau du peintre russe Isaac Levitan (1860—1900), réalisé en 1895. Il appartient à la collection de la galerie Tretiakov (numéro d'inventaire : 1488). Ses dimensions sont de 72 sur 123 centimètres,.

## Histoire et description
Avec d'autres tableaux de l'année 1895, Mars et Automne doré, Vent frais. La Volga est considéré comme l'une des toiles les plus joyeuses et les plus lumineuses de Levitan,. L'idée lui est venue de réaliser cette toile en 1890 quand il résidait à Plios, mais il n'a achevé le travail que cinq ans plus tard. Le tableau a été exposé lors de la 24e exposition des Ambulants en 1896.
Le sujet est le fleuve Volga, un jour de soleil et de vent. La partie droite du premier plan présente une barge équipée d'une grande voile, vers laquelle s'approche un bateau à vapeur blanc. Au centre, une barque avec un seul rameur à l'avant-plan et à l'arrière-plan une ville dans le lointain. Le ciel est bleu et parcouru de nuages blancs, l'eau du fleuve est bleu profond. L'atmosphère est légère et joyeuse et les mouettes qui rasent les flots ajoutent une petite note d'émotion. Pas de conflit intérieur, pas de trouble dans la pensée mais seulement l'amour de la vie et l'extase.

## Opinions
Le critique d'art Alekseï Fiodorov-Davydov écrit ceci à propos de l'œuvre de Levitan: « À propos de n'importe quel sujet, Levitan était profondément moderne. Il ne représentait pas la nature en général, mais une vue paysagère contemporaine de son pays. La Volga était pour lui le grand fleuve russe débordant de vie (Vent frais. La Volga). Le peintre ne voyait pas de contradiction entre les paysages appelés lyriques et les paysages simplement sujets de la toile. Comme il ne voyait pas non plus d'opposition entre des images intimistes et des images sujets solennelles dignes d'être peintes. »
Le peintre Mikhaïl Nesterov écrivait: « La technique tout à fait nouvelle et une grande maîtrise de son art c'est ce qui nous a frappé dans les croquis et peintures que Levitan ramène de la Volga. Son travail tenace se termine pour  Jour de vent avec une série de barges à l'avant-plan. Cela n'a pas été facile mais finalement il y est arrivé et si l'on exclut Ilia Répine et Les Bateliers de la Volga il n'y a pas d'image aussi brillante et nette de la Volga. »